# Stefan Jurczak

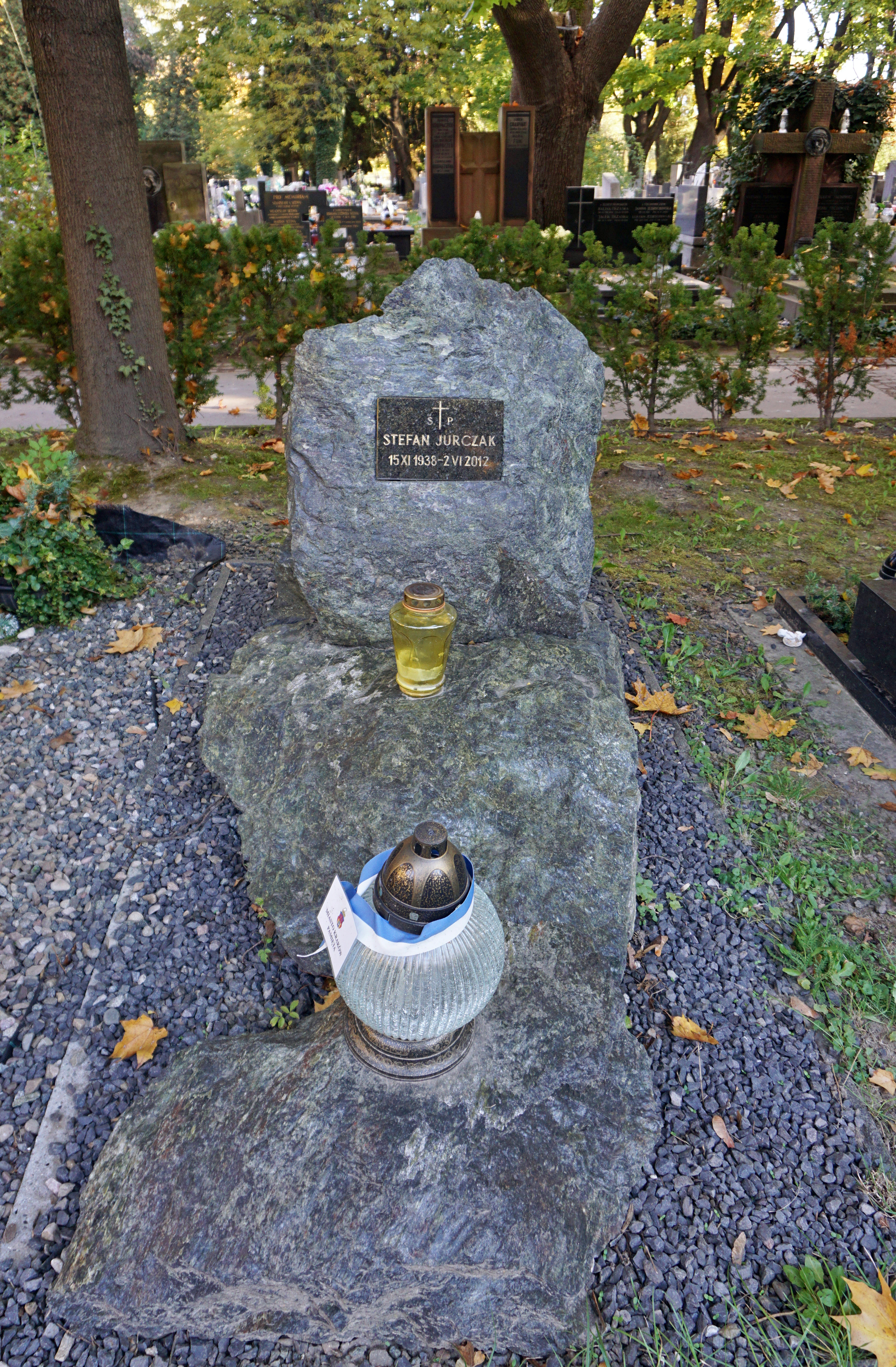
Grób Stefana Jurczaka na cmentarzu Rakowickim w Krakowie

Stefan Stanisław Jurczak (ur. 15 listopada 1938 w Krakowie, zm. 2 czerwca 2012 tamże) – polski polityk, związkowiec, działacz opozycji w okresie PRL. Senator II, III i IV kadencji, wicemarszałek Senatu III kadencji.

## Życiorys
Syn Franciszka i Stefanii. Z wykształcenia technolog obróbki skrawaniem (absolwent technikum mechanicznego). Pracował w Zakładach Mechanicznych w Tarnowie, następnie od 1973 w zakładzie przetwórstwa hutniczego w Bochni. W 1980 podjął działalność w „Solidarności”, był jednym z liderów związku w Hucie im. Lenina i regionie małopolskim. W stanie wojennym został internowany na okres od 13 grudnia 1981 do 20 grudnia 1982. Po zwolnieniu działał w ścisłych podziemnych władzach NSZZ „S”. W 1989 uczestniczył w jednym z podzespołów w obradach Okrągłego Stołu, był też przewodniczącym zarządu małopolskiego Komitetu Obywatelskiego. Od 1989 do 1995 przewodniczył zarządowi Regionu Małopolska NSZZ „S”.
W latach 1991–2001 sprawował mandat senatora II i III kadencji z ramienia NSZZ „Solidarność” oraz IV kadencji z ramienia Akcji Wyborczej Solidarność, wybranego w województwie krakowskim. W III kadencji był wicemarszałkiem Senatu. W 2001 bez powodzenia ubiegał się o reelekcję z ramienia Bloku Senat 2001. Od 1998 do 2002 był radnym sejmiku małopolskiego.
W 2005 podpisał deklarację poparcia Partii Demokratycznej – demokraci.pl. W 2006 bezskutecznie ubiegał się o mandat radnego Krakowa z listy komitetu wyborczego Jacka Majchrowskiego. W 2007 był jednym z inicjatorów powołania Ruchu na rzecz Demokracji, został prezesem tej organizacji. Został też członkiem Społecznego Komitetu Odnowy Zabytków Krakowa (SKOZK).
Pochowany w alei zasłużonych na cmentarzu Rakowickim (kwatera: LXIXPASB, rząd: 1, miejsce: 14).

## Odznaczenia
W 2003, za wybitne zasługi w działalności na rzecz rewaloryzacji zabytków Krakowa, został przez prezydenta RP Aleksandra Kwaśniewskiego odznaczony Krzyżem Oficerskim Orderu Odrodzenia Polski. W 2011 prezydent RP Bronisław Komorowski, za wybitne zasługi dla przemian demokratycznych w Polsce, za znaczące osiągnięcia w działalności publicznej i społecznej, nadał mu Krzyż Komandorski tego orderu.